# Johnny Mize
John Robert Mize (Demorest, Georgia, 7 de enero de 1913-Demorest, Georgia, 2 de junio de 1993), más conocido como Johnny Mize, fue un jugador profesional estadounidense de béisbol que se desempeñó en la posición de primera base en las Grandes Ligas de Béisbol (MLB). Es miembro del Salón de la Fama del Béisbol.

## Carrera
Mize jugó como profesional seis temporadas en St. Louis Cardinals (1936-1941), después pasó a New York Giants (1942, 1946-1949), luego a New York Yankees, donde jugó cinco temporadas (1949-1953), y fue el equipo en el que se retiró.

## Reconocimiento
En 1981, ingresó como miembro al Salón de la Fama del Béisbol.